# باكاي تراوري

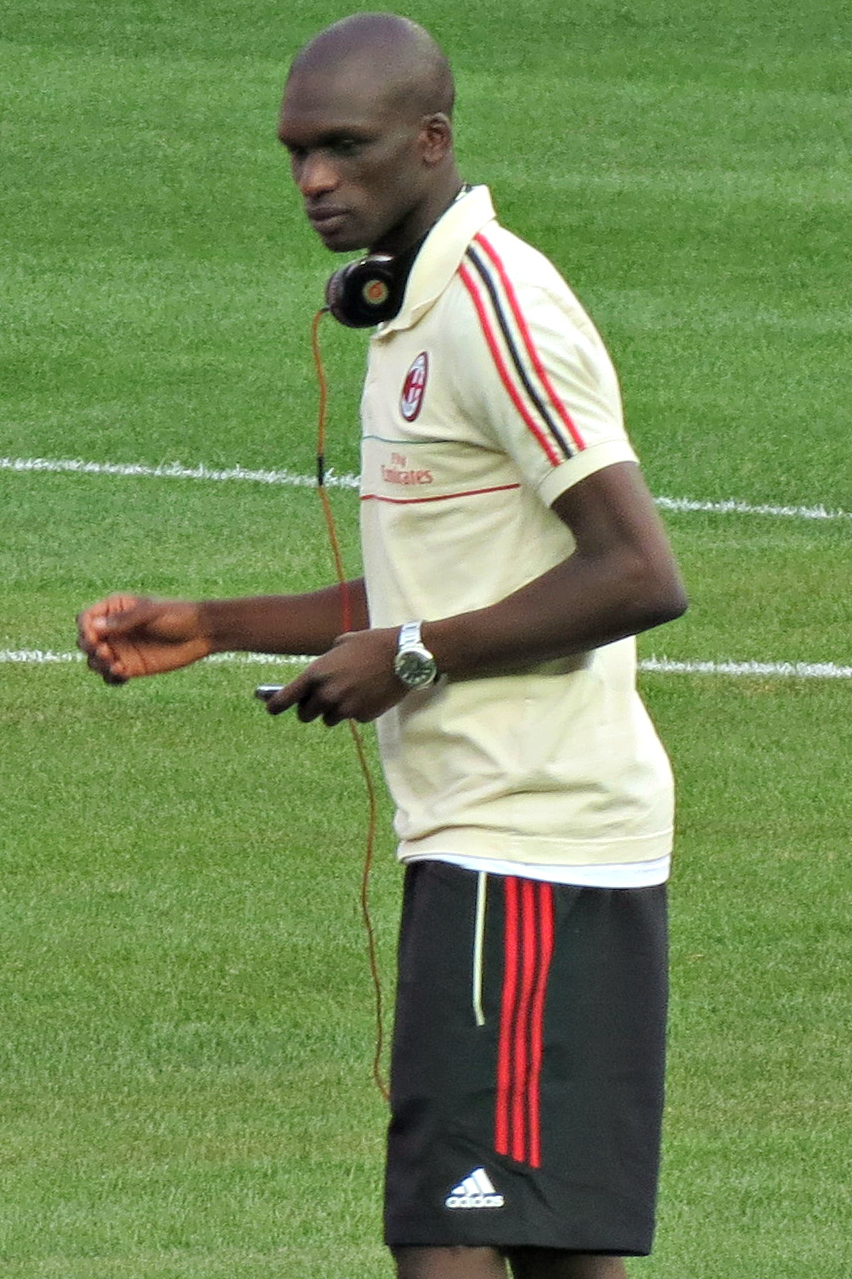

باكاي تراوري (بالفرنسية: Bakaye Traoré)‏ (مواليد 6 مارس 1985 في بوندي - فرنسا) لاعب كرة قدم مالي يلعب حاليا لصالح نادي الدرجة الأولى جنوى الإيطالي منذ 2013 في مركز الوسط المحوري .

## مسيرته الكروية
لعب باكاي تراوري خلال مسيرته الاحترافية مع 5 أندية في اثنا عشر موسمًا وسجل خلالها 28 هدفًا ضمن 228 مباراة. ولم يفز بأي موسم بالكأس أو بالدوري.
خاض باكاي تراوري مسيرته مع نادي أميين في موسم 2004–05 ليلعب معه خمسة مواسم، مشاركًا في 105 مباراة سجل خلالها 15 هدفًا. ثم انتقل إلى نادي إي أس نانسي في موسم 2009–10 واستمر معه طيلة ثلاثة مواسم، حيث شارك في 73 مباراة سجل خلالها 11 هدفًا. لينتقل بعدها إلى نادي إيه سي ميلان في موسم 2012–13 لمدة موسم واحد، مشاركًا في 7 مباريات ولم يسجل أي هدف. ثم انتقل إلى نادي قيصري إيرسيسبور في موسم 2013–14 لمدة موسم واحد، مشاركًا في 25 مباراة سجل خلالها هدفًا واحدًا. هذا وانتقل لاحقًا إلى نادي بورصة سبور في موسم 2014–15 ولمدة موسمين، مشاركًا في 18 مباراة سجل خلالها هدفًا واحدًا أيضًا.

## روابط خارجية
- باكاي تراوري على موقع الاتحاد الأوربي (الإنجليزية)
- باكاي تراوري على موقع اتحاد تركيا (لاعب) (الإنجليزية)
- باكاي تراوري على موقع رابطة كرة القدم الفرنسية للمحترفين (الإنجليزية)
- باكاي تراوري على موقع قاعدة بيانات كرة القدم.إي يو (الإنجليزية)
- باكاي تراوري على موقع ليكيب (الفرنسية)
- باكاي تراوري على موقع ناشيونال فوتبول تيمز (الإنجليزية)
- باكاي تراوري على موقع Soccerway.com (الإنجليزية)
- باكاي تراوري على موقع عالم كرة القدم.نت (الإنجليزية)
- باكاي تراوري على موقع كووورة
- باكاي تراوري على موقع AS.com (الإسبانية)